# Copelatus parisii
Copelatus parisii är en skalbaggsart som beskrevs av Guignot 1959. Copelatus parisii ingår i släktet Copelatus och familjen dykare. Inga underarter finns listade i Catalogue of Life.